# Mojopura (Jatiroto)
Mojopura is een bestuurslaag in het regentschap Wonogiri van de provincie Midden-Java, Indonesië. Mojopura telt 2747 inwoners (volkstelling 2010).